# Faustino Mustafich
Faustino Mustafich (Callao, Perú; 22 de mayo de 1903-Callao, Perú; 26 de noviembre de 1972) fue un futbolista peruano que jugaba como defensa y centrocampista en Unión Buenos Aires y en el Club Atlético Chalaco, ambos de la Primera División del Perú.

## Trayectoria
De origen europeo, su padre se llamaba Fortunato  Mustafich, oriundo de Yugoslavia y su madre Margarita Rodríguez de nacionalidad peruana. Su esposa se llamaba Teresa, y tuvo 7 hijos, Rosa, Héctor, Carlos, Valentín, Antonia, Irma y Carmen.
Se inició en Unión Buenos Aires como half derecho.
Formó parte del Combinado Chalaco que le ganó por 1-0 a un seleccionado uruguayo en 1924 y que enfrentó al Real Madrid en 1927.
En 1929 pasó al Club Atlético Chalaco, donde jugó de back derecho y logró el título del Campeonato Peruano de Fútbol de 1930.

## Selección nacional
Formó parte del plantel de la Selección de fútbol del Perú en el Campeonato Sudamericano 1929.

### Participaciones en Copa América
| Copa América      | Sede      | Resultado |
| ----------------- | --------- | --------- |
| Sudamericano 1929 | Argentina | Cuarto    |

## Clubes
| Club                  | País | Año         |
| --------------------- | ---- | ----------- |
| Unión Buenos Aires    | Perú | 1923        |
| Club Atlético Chalaco | Perú | 1929 - 1931 |
| Atlético Excelsior    | Perú | 1932 - 1936 |

## Palmarés

### Títulos nacionales
| Título           | Club                  | País | Temporada |
| ---------------- | --------------------- | ---- | --------- |
| Primera División | Club Atlético Chalaco | Perú | 1930      |